# Pombos
Pombos es un municipio brasileño del estado de Pernambuco. El municipio es formado por el distrito sede y por los poblados de Dois Leões e Nossa Senhora do Carmo. Tiene una población estimada al 2020 de 27.148 habitantes.

## Historia
La ocupación de esta región remonta al siglo XVIII.
Los hermanos José Manoel de Melo y Manoel Gomes de Assunção, propietarios de los primeros ingenios en la localidad construyeron algunas casas en los márgenes del río Água Azul. Este poblado era llamado Chanado de Tubibas. Posteriormente fue comprado por el padre Galdino Soares Pimentel, que en conjunto con los habitantes construyó capilla dedicada a Nuestra Señora de los Imposibles.
La presencia de palomos (en portugués: Pombos) salvajes del tipo Tubira era común en la fauna local. Era habitual la caza a estos animales, sobre todo de los habitantes de la Ciudad de Braga (hoy Vitória de Santo Antão). Después de la caza los cazadores decían: "Venimos de São João nos pombos". Esto hizo con que el poblado pasara a ser denominado oficialmente São João nos Pombos, y finalmente, Pombos.
El distrito fue creado bajo el nombre de Pombos, por la ley municipal nº 168, de 15 de junio de 1908, creados también por la ley municipal nº 192, de 16 de mayo de 1914, como parte del municipio de Vitória de Santo Antão. Fue elevado a la categoría de municipio por la ley provincial nº 4989, de 20 de diciembre de 1963.

## Turismo
En la ciudad acontece una fiesta en homenaje a los productores de piña, la Festa do Abacaxi (Fiesta de la Piña), que acontece todos los años el mes de octubre.
Además de esto se destacan los festejos a San José del 18 de enero, fiesta cultural dedicada nuestra Señora de los Imposibles, festejada por el cristianos católicos durante 9 noches y el día 18.